# Calocarides vigila
Calocarides vigila is een tienpotigensoort uit de familie van de Axiidae. De wetenschappelijke naam van de soort is voor het eerst geldig gepubliceerd in 1992 door Sakai.